# Rhampholeon beraduccii
Espèce
Statut de conservation UICN

 VU D2 : Vulnérable
Rhampholeon beraduccii est une espèce de sauriens de la famille des Chamaeleonidae.

## Répartition
Cette espèce est endémique de Tanzanie. Elle se rencontre vers 1 000 m d'altitude dans les monts Mahenge.

## Étymologie
Cette espèce est nommée en l'honneur de Joe Beraducci.

## Publication originale
- Mariaux & Tilbury, 2006 : The pygmy chameleons of the eastern Arc range (Tanzania): Evolutionary relationships and the description of three new species of Rhampholeon (Sauria: Chamaeleonidae). Herpetological Journal, vol. 16, n. 3, p. 315-331 (texte intégral).